# Beskyttelsesbriller
Sikkerhedsbriller er en type øjenbeskyttelse, der normalt omslutter eller beskytter området omkring øjnene for at forhindre partikler, vand eller kemikalier i at ramme øjet. Beskyttelsesbriller benyttes i kemilaboratorier og snedkeri. De anvendes ofte ved skisport og svømning. Beskyttelsesbriller bruges ligeledes i forbindelse med power tools som boremaskiner og kædesave for at forhindre flyvende partkler i at ødelægge øjnene.

## Galleri
- Traditionelle inuit-beskyttelsesbriller fremstillet af rensdyr-gevir, til at beskytte mod sneblindhed
- Sikkerhedsbriller i metal fra nenetsfolket
- Svømmebriller
- Svejsebriller og sikkerhedshjelm
- Sikkerhedsbriller og hjelm, Bell Aircraft, 1943